# Jovac (Ćuprija)
Pour les articles homonymes, voir Jovac.
Jovac (en serbe cyrillique : Јовац) est une localité de Serbie située dans la municipalité de Ćuprija, district de Pomoravlje. Au recensement de 2011, elle comptait 1 066 habitants.
Jovac est également connu sous le nom de Donji Jovac.

## Démographie

### Évolution historique de la population
| 1948  | 1953  | 1961  | 1971  | 1981  | 1991  | 2002  | 2011  |
| ----- | ----- | ----- | ----- | ----- | ----- | ----- | ----- |
| 1 848 | 1 945 | 1 907 | 1 927 | 1 684 | 1 499 | 1 258 | 1 066 |

|  |